# Archidiecezja Tyru (melchicka)
Archidiecezja Tyru (łac. Archidioecesis Tyrensis Graecorum Melkitarum) – archidiecezja metropolitalna Kościoła melchickiego w południowym Libanie. Została erygowana w 1683 roku. 